# Kerry Milan
Kerry Milan (Doncaster, ?) is een Brits componist, muziekpedagoog en violist

## Levensloop
Milan kreeg eerste vioolles van Jean Rennie, concertmeester van het Royal Scottish National Orchestra; zijn eerste lessen voor compositie kreeg hij door Charles McLean. Later studeerde hij bij Louis Carus en Margaret Evans (piano) aan de Royal Scottish Academy of Music and Drama (RSAMD) in Glasgow. Verder studeerde hij bij Maurice Raskin in Brussel en later privé bij David Martin. Zijn diploma's behaalde hij aan de Royal Academy of Music in Londen alsook aan de Royal Scottish Academy of Music and Drama in Glasgow. Hij was fellow aan het Trinity College of Music in Londen en was als docent verbonden aan het Institute of Education' van de Universiteit van Londen. Later was hij als muziekleraar verbonden aan het Stafford Music Centre en aan de County's school for talented young musicians (CSPTYM); in 1993 werd hij gepensioneerd.
Als violist voerde hij werken uit tijdperk van Bach over Brahms tot Berg uit. Hij is dirigent van het Janus Ensemble, de Shrewsbury Orchestral Society, het Cantemus Chamber Orchestra en het Staffordshire Symphony Orchestra. Als recensent en muziekcriticus schreef hij talrijke artikelen voor het Strad magazine en het magazine Music Teacher. In deze functie werkte hij eveneens voor het British Journal of Music Education.
Als componist schreef hij werken voor verschillende genres.

## Composities

### Werken voor harmonieorkest
- Scherzo

### Vocale muziek

#### Cantates
- George and the dragon, kindercantate voor tweestemmig schoolkoor
- Helen ahoy, kindercantate in vijf delen

#### Werken voor koor
- Completus: six settings from Compline, voor dubbelkoor 
  1. Qui Habitat - psalm 91/XC
  2. Nunc Dimittis
  3. Keep me as the apple of an eye with Lighten our darkness
  4. Look Down, O Lord with Be Present, O Merciful God
  5. O Lord, Support Us
  6. O Radiant Light (O Splendor Gloriae)

#### Liederen
- A New Twasome, voor zangstem en piano
- Heart of Scotland, voor zangstem en piano
- Metropole, voor sopraan en piano
- Pippa Passes - five songs of Asolo, voor mezzosopraan, viool, cello en piano - tekst: Robert Browning
- Wings, voor sopraan en piano

### Kamermuziek
- 2009 Duo, voor altfluit en piano
- Sonata in a mineur "Affinities", voor viool en piano
- Strijkkwartet in a mineur "Echoes"

### Werken voor piano
- Carolling along